# Catocala micronympha

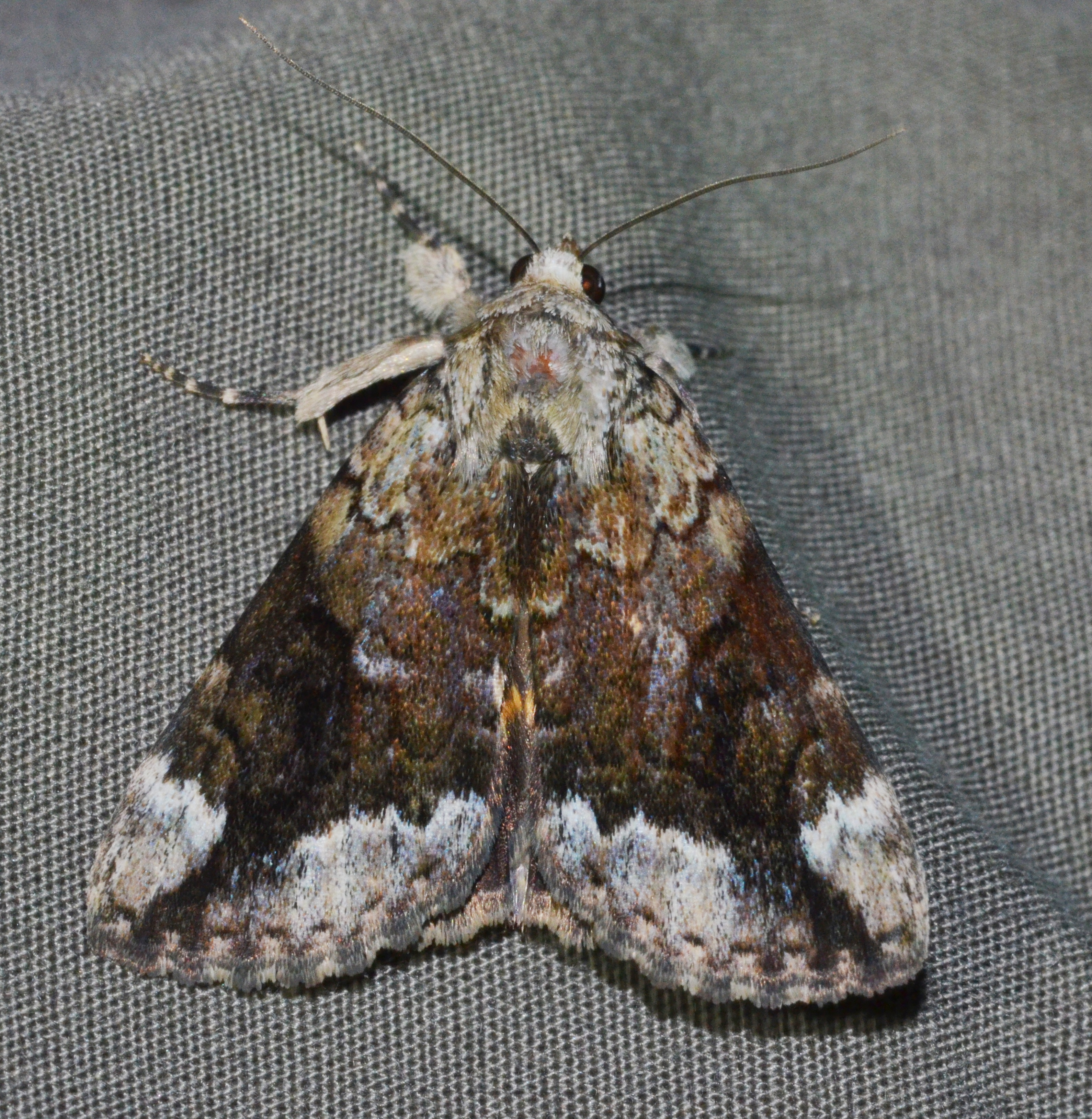
Falter in typischer Ruheposition

Catocala micronympha ist ein in Nordamerika vorkommender Schmetterling (Nachtfalter) aus der Familie der Eulenfalter (Noctuidae). Das Artepitheton leitet sich von den griechischen Worten μικρός und νύμφη mit den Bedeutungen „klein“ und „Nymphe“ ab. Im englischen Sprachgebrauch wird die Art als Little Nymph Underwing bezeichnet.

## Merkmale

### Falter
Die Falter erreichen eine Flügelspannweite von 35 bis 50 Millimetern. Die Grundfarbe der Vorderflügeloberseite zeigt verschiedene Brauntönungen. Auffallend ist die hellgraue Flügelspitze. Die Submarginalregion  ist in der Regel im Wesentlichen ebenfalls hellgrau. Querlinien und Makel sind undeutlich. Lediglich die Sub-Nierenmakel hebt sich zuweilen etwas aufgehellt hervor. Die Hinterflügeloberseite variiert von gelb bis zu orange und zeigt ein breites schwarzes Saumband sowie ein ebenfalls schwarzes, gewelltes Mittelband.

### Ähnliche Arten
Mit einer Flügelspannweite von 55 bis 72 Millimetern sind die Falter der ähnlich gezeichneten Catocala innubens deutlich größer.

## Verbreitung und Lebensraum
Catocala micronympha kommt in den östlichen und einigen zentralen Regionen Nordamerikas verbreitet bis lokal vor. Die Art besiedelt in erster Linie Eichenwälder.

## Lebensweise
Die nachtaktiven, univoltinen Falter sind abhängig von ihrem geographischen Vorkommen zwischen April und September, schwerpunktmäßig im Mai anzutreffen. Sie besuchen künstliche Lichtquellen und Köder. Tagsüber ruhen sie mit über dem Hinterleib zusammengeklappten Flügeln an Baumstämmen. Die Raupen ernähren sich von den Blättern verschiedener Eichenarten (Quercus), dazu zählen Großfrüchtige Eiche (Quercus macrocarpa), Virginia-Eiche (Quercus virginiana) und Quercus stellata.